# 新党ブーム
新党ブーム（しんとうぶーむ）とは、1993年（平成5年）の日本で起こった、第40回衆議院議員総選挙で日本新党・新生党・新党さきがけが躍進した出来事。
これら新党の躍進により、非自民党連立政権となる細川内閣の成立につながり、これにて結党以来政権を担っていた自由民主党は初めて下野し、38年ぶりとなる政権交代となった。そのため、このブームがいわゆる55年体制に終止符を打つきっかけとなったとみられている。